# Драбовка
Дра́бовка (укр. Драбівка) — село в Корсунь-Шевченковском районе Черкасской области Украины.
Население по переписи 2001 года составляло 1327 человек. Почтовый индекс — 19426. Телефонный код — 4735.

## Местный совет
19426, Черкасская обл., Корсунь-Шевченковский р-н, с. Драбовка, ул. Ленина

## Уроженцы
- актёр Овчаренко, Василий Иванович